# Asiago (gemeente)
Asiago is een gemeente in de Italiaanse provincie Vicenza (regio Veneto) en telt 6612 inwoners (31-12-2004). De oppervlakte bedraagt 163,1 km², de bevolkingsdichtheid is 41 inwoners per km². De gemeente heeft haar naam gegeven aan de gelijknamige kaassoort.
De volgende frazioni maken deel uit van de gemeente: Sasso.

## Demografie
Asiago telt ongeveer 2732 huishoudens. Het aantal inwoners daalde in de periode 1991-2001 met 1,0% volgens cijfers uit de tienjaarlijkse volkstellingen van ISTAT.
| Jaar | Inwoneraantal |
| ---- | ------------- |
| 1991 | 6572          |
| 2001 | 6509          |

## Geografie
De gemeente ligt op ongeveer 1000 m boven zeeniveau.
Asiago grenst aan de volgende gemeenten: Borgo Valsugana (TN), Caltrano, Calvene, Castelnuovo (TN), Conco, Enego, Foza, Gallio, Grigno (TN), Levico Terme (TN), Lugo di Vicenza, Lusiana, Ospedaletto (TN), Roana, Rotzo, Valstagna, Villa Agnedo (TN).

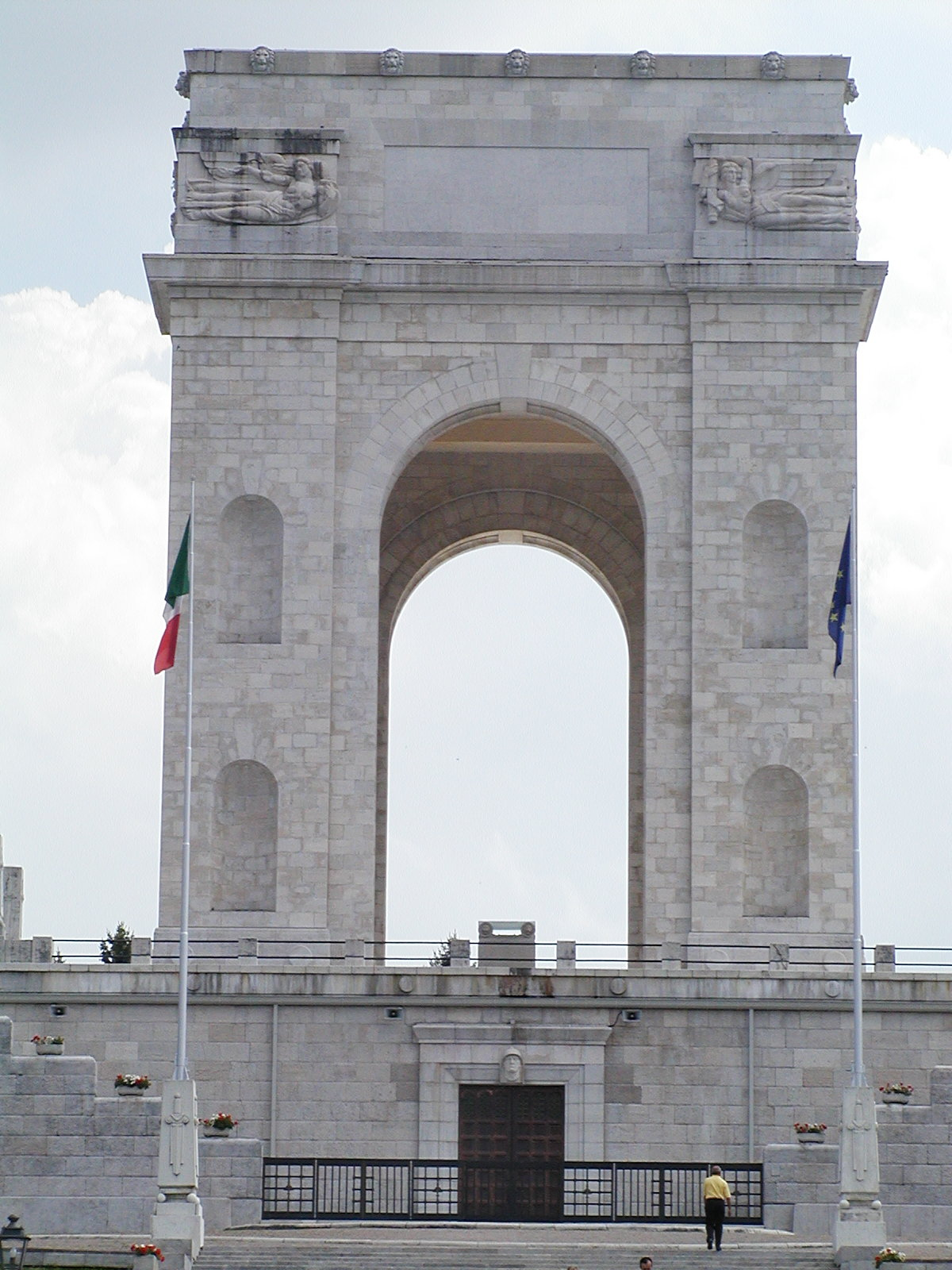
Ossuarium van Asiago, monument voor de Eerste Wereldoorlog
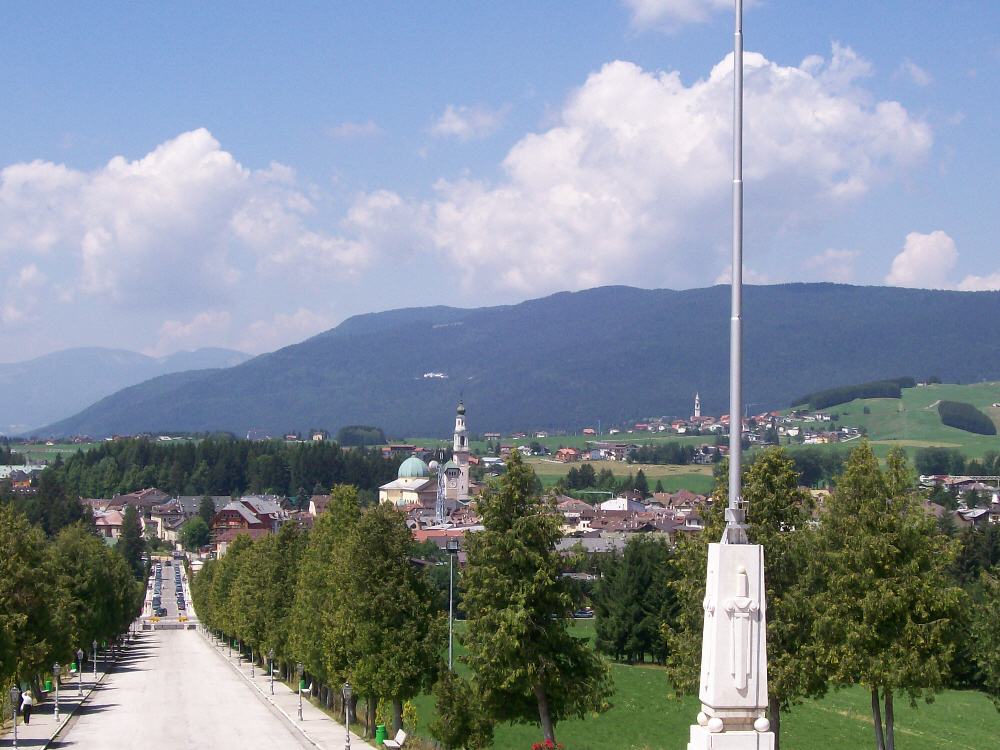
Asiago, gezien vanaf het monument
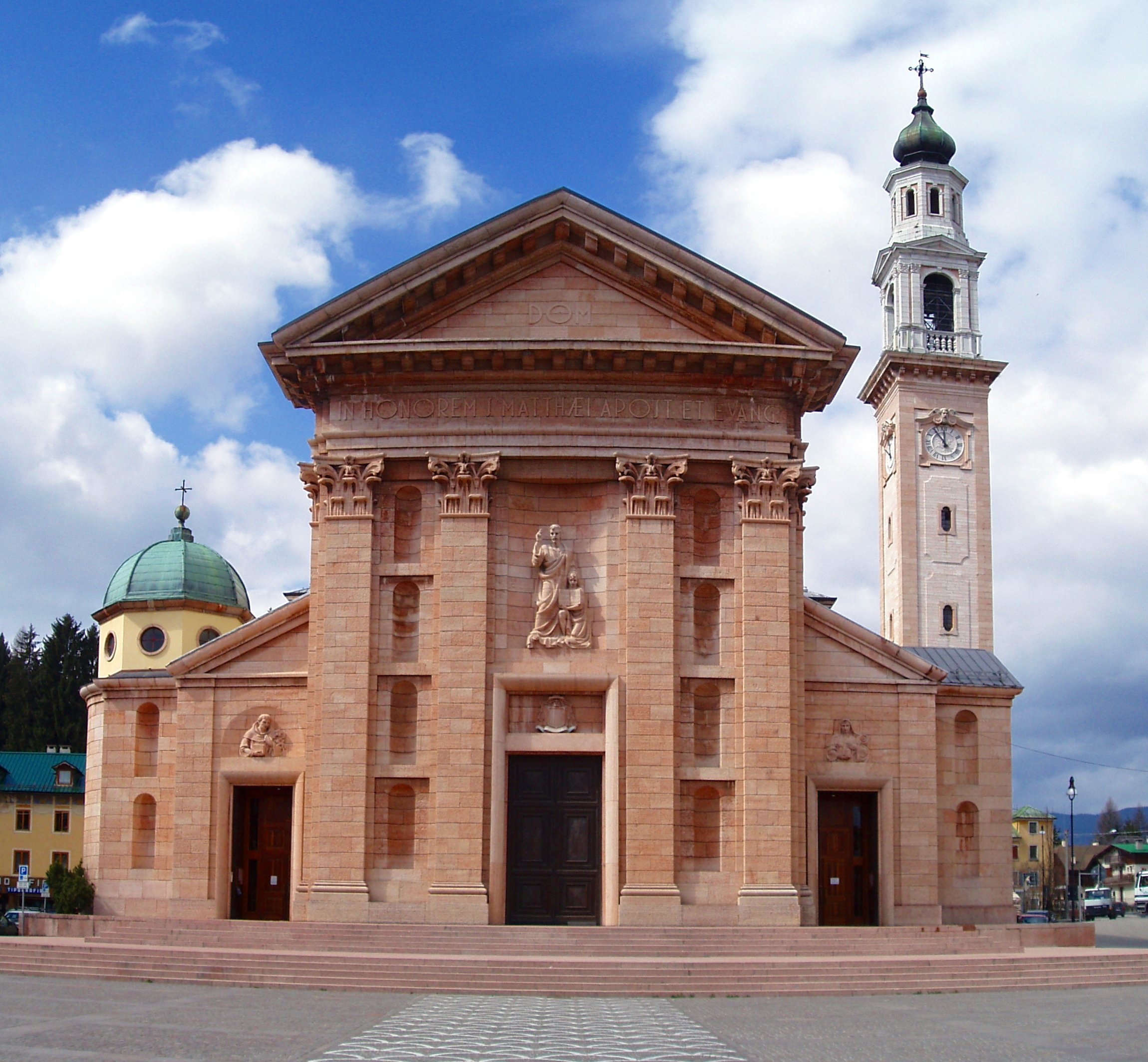
Duomo di San Matteo
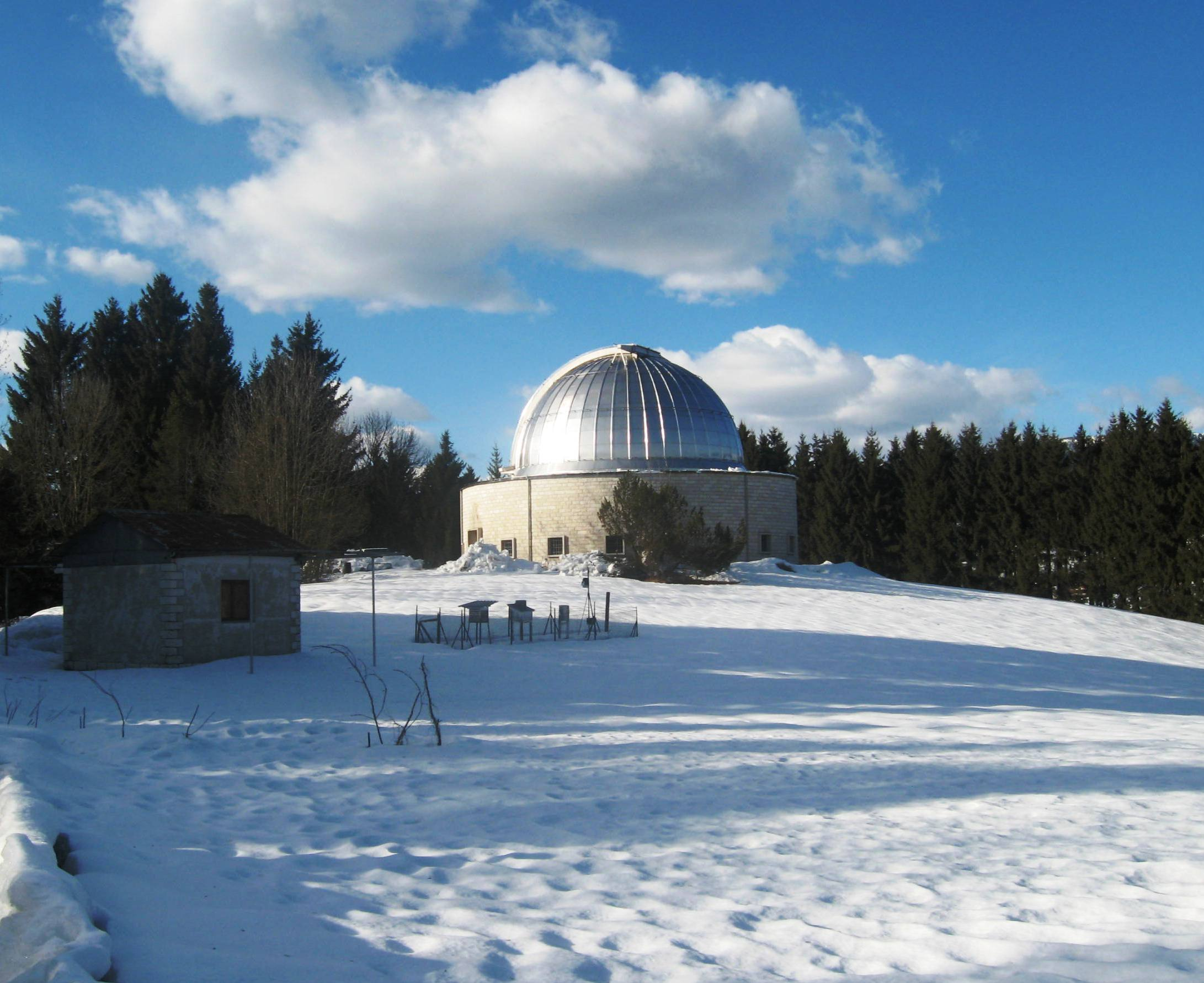
Sterrenwacht
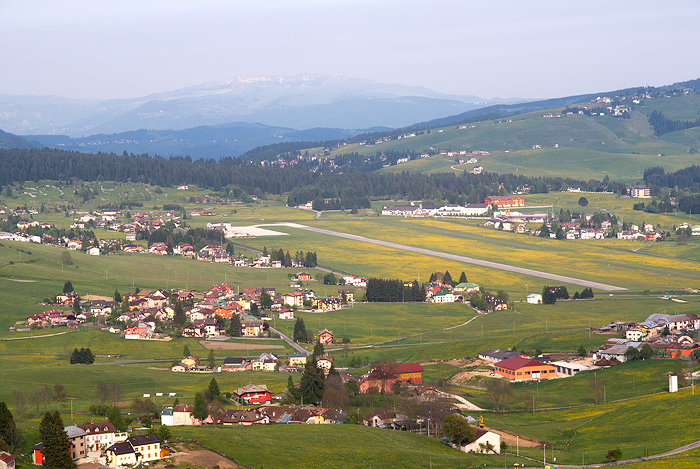
Vliegveld
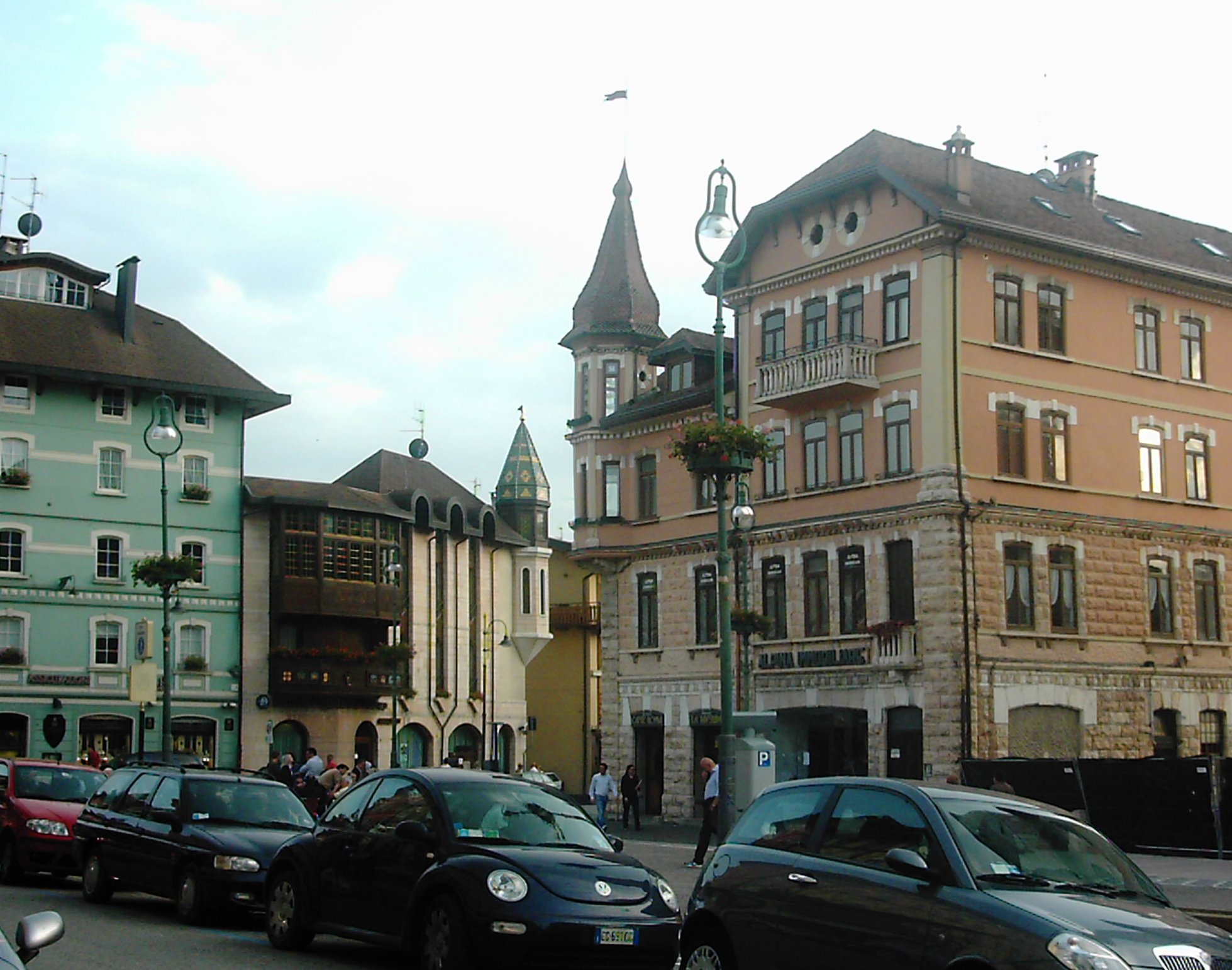
Centrum van Asiago

## Geboren in Asiago
- Enrico Fabris (1981), schaatser
- Luca Stefani (1987), schaatser